# Uit oude grond
Uit oude grond är det tredje studioalbumet med det nederländska folk metal/viking metal-bandet Heidevolk. Albumet släpptes i mars 2010 genom skivbolaget Napalm Records.

## Låtlista
1. "Nehalennia" – 5:19[2]
2. "Ostara" – 4:39
3. "Vlammenzee" – 3:57
4. "Een Geldersch lied" – 4:09
5. "Dondergod" – 4:04
6. "Reuzenmacht" – 5:19
7. "Alvermans wraak" (instrumental) – 5:13
8. "Karel van Egmond, hertog van Gelre" – 5:16
9. "Levenslot" – 4:26
10. "Deemstering" (instrumental) – 3:14
11. "Beest bij nacht" – 4:48

## Medverkande
Musiker (Heidevolk-medlemmar)
- Joris Boghtdrincker (Joris van Gelre) – sång
- Sebas Bloeddorst (Sebas van Eldik) – gitarr, mandolin, megafon, munharpa
- Joost Vellenknotscher (Joost Westdijk) – trummor
- Splintervuyscht (Mark Bockting) – sång
- Jesse Vuerbaert (Jesse Middelwijk) – sång
- Reamon Bloem – gitarr
- Rowan Roodbaert (Rowan Middelwijk) – basgitarr

Bidragande musiker
- Irma Vedelaer – violin, viola
- Elianne Anemaat – cello
- Dick Kemper – bakgrundssång
- Nico Neusbeul – bakgrundssång

Produktion
- Dick Kemper – producent, ljudtekniker, ljudmix, mastering